# Giải BAFTA lần thứ 18
Giải BAFTA lần thứ 18, được trao bởi Viện Hàn lâm Nghệ thuật Điện ảnh và Truyền hình Anh Quốc năm 1965 để tôn vinh những bộ phim xuất sắc nhất năm 1964.

## Chiến thắng và đề cử
| Phim hay nhất Dr. Strangelove – Stanley Kubrick - Becket – Peter Glenville - The Pumpkin Eater – Jack Clayton - The Train – John Frankenheimer | |
| Phim hoạt hình hay nhất The Insects | Phim tài liệu hay nhất Nobody Waved Good-bye - The Human Dutch - The Life of Billy Walker - Portrait of Queenie |
| Phim ngắn hay nhất Kenojuak - 23 Skidoo - Mekong - Muloorina | Phim chuyên môn hay nhất Driving Technique Passenger Trains - And Glaadly Would He Learn - The Circarc Gear - Germany: A Regional Geography |

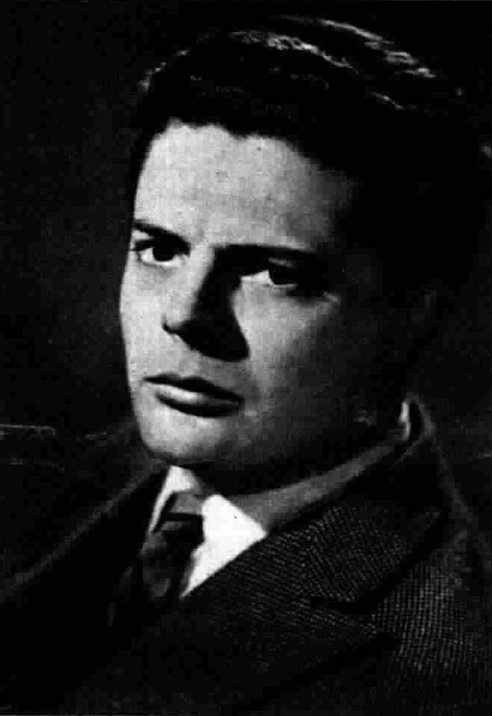
Marcello Mastroianni, đoạt giải Nam diễn viên nước ngoài xuất sắc nhất

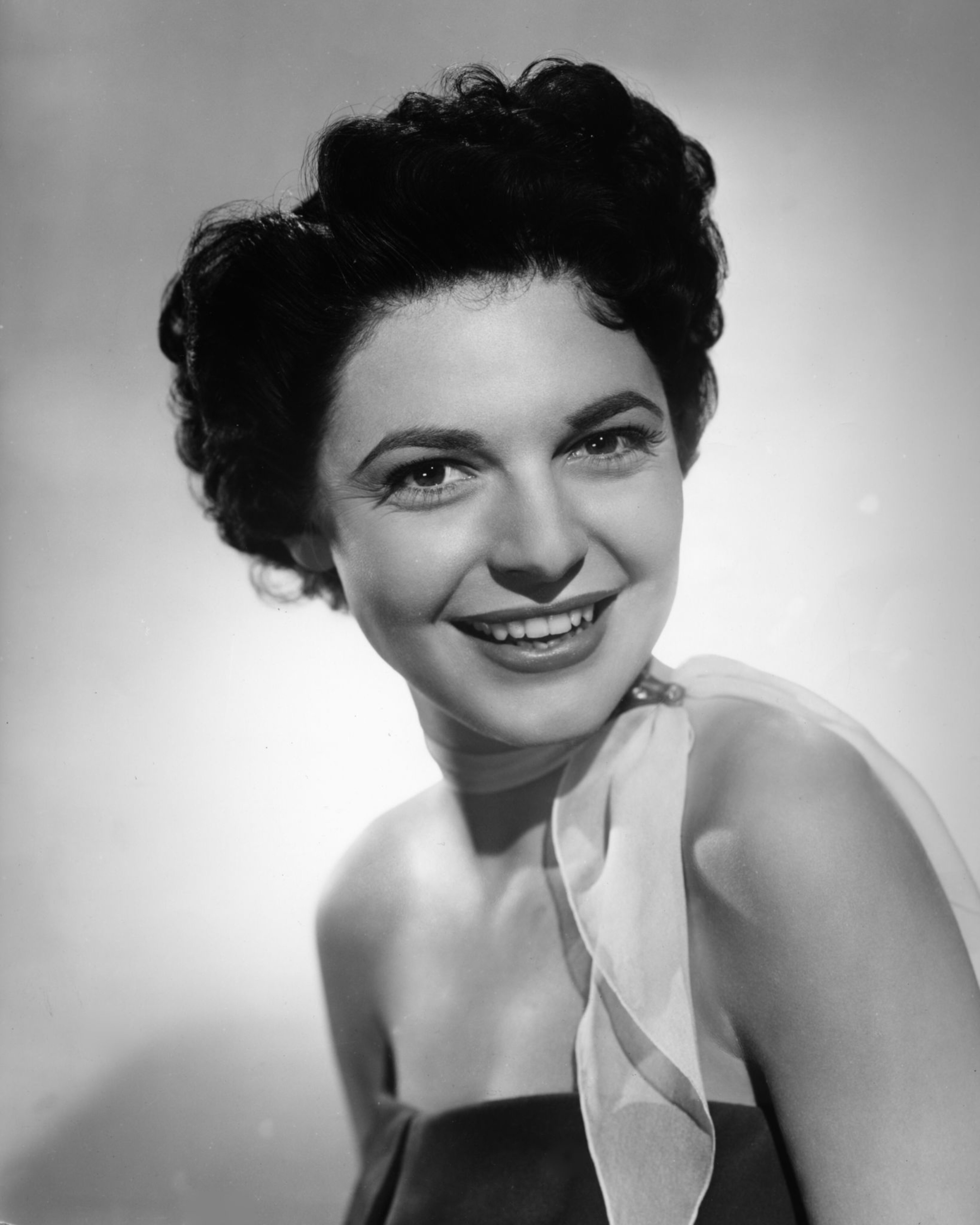
Anne Bancroft, đoạt giải Nữ diễn viên nước ngoài xuất sắc nhất

Richard Attenborough, đoạt giải Nam diễn viên Anh xuất sắc nhất

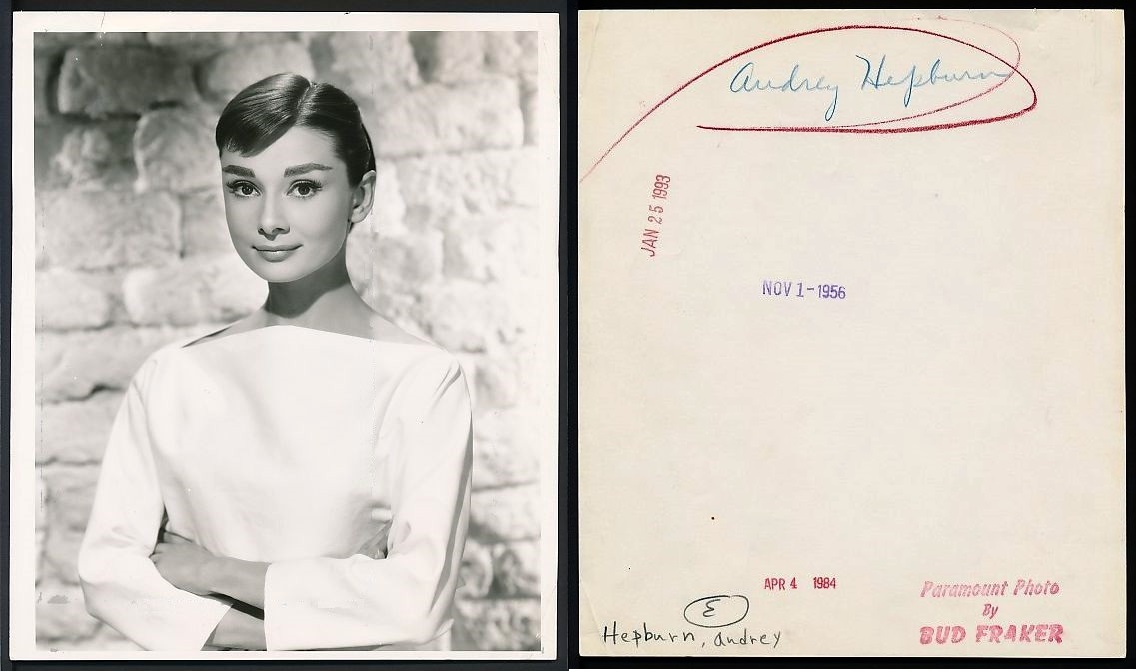
Audrey Hepburn, đoạt giải Nữ diễn viên Anh xuất sắc nhất

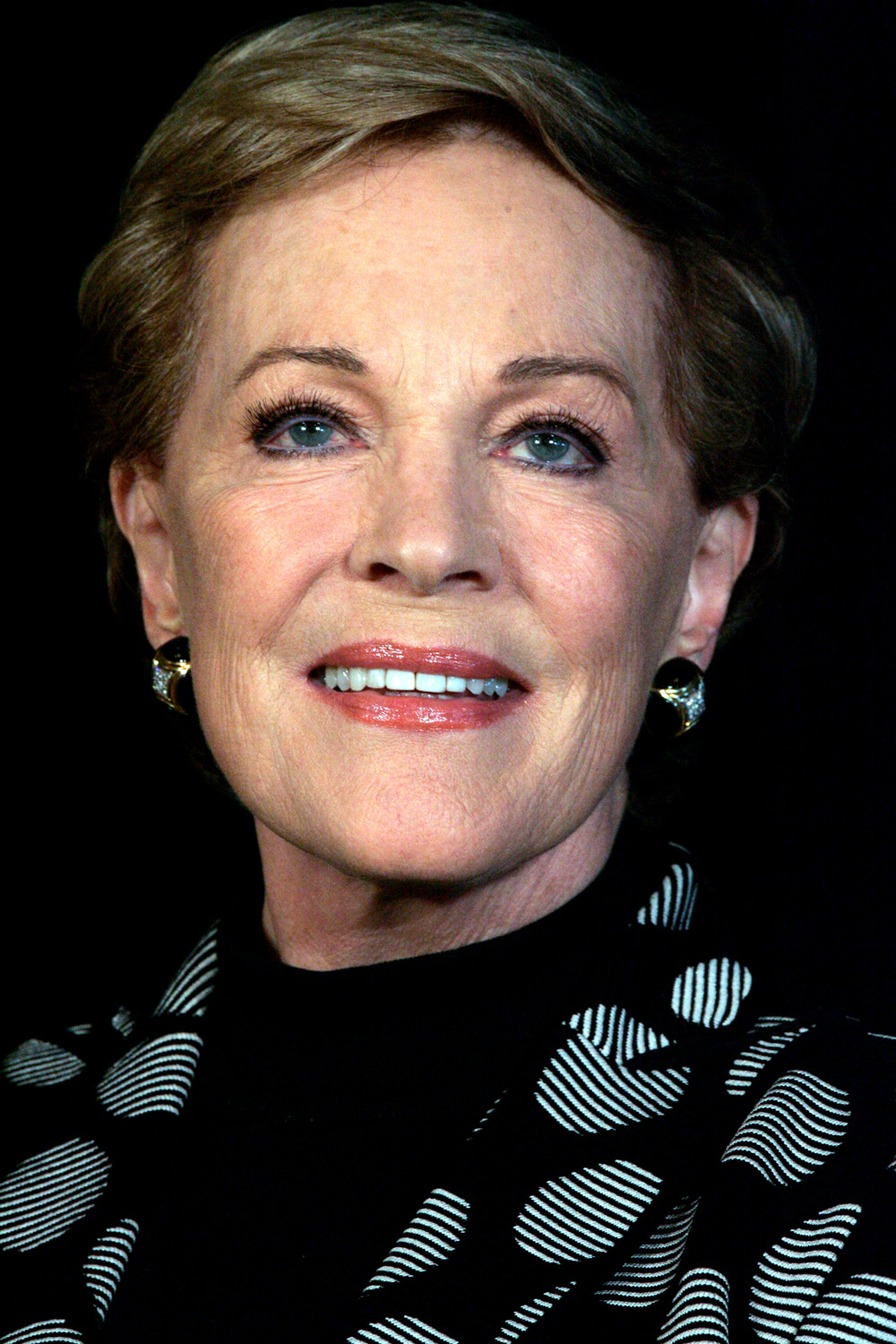
Julie Andrews, đoạt giải Diễn viên mới xuất sắc nhất

| Nam diễn viên nước ngoài xuất sắc nhất Marcello Mastroianni – Yesterday, Today and Tomorrow vai Carmine Sbaratti/Renzo/Augusto Rusconti - Cary Grant – Charade vai Peter Joshua - Sidney Poitier – Lilies of the Field vai Homer Smith - Sterling Hayden – Dr. Strangelove vai Tướng Jack Ripper | Nữ diễn viên nước ngoài xuất sắc nhất Anne Bancroft – The Pumpkin Eater vai Jo Armitage - Ava Gardner – The Night of the Iguana vai Maxine Faulk - Kim Stanley – Séance on a Wet Afternoon vai Myra Savage - Shirley MacLaine – Irma la Douce vai Irma la Douce - Shirley MacLaine – What a Way to Go! vai Louisa May Foster |
| Nam diễn viên Anh xuất sắc nhất Richard Attenborough – Guns at Batasi vai Regimental Sergeant Major Lauderdale Richard Attenborough – Séance on a Wet Afternoon vai Billy Savage - Peter O'Toole – Becket vai Henry II - Peter Sellers – Dr. Strangelove vai Lionel Mandrake/Merkin Muffley/Doctor Strangelove - Peter Sellers – The Pink Panther vai Inspector Clouseau - Tom Courtenay – King and Country vai Arthur Hamp | Nữ diễn viên Anh xuất sắc nhất Audrey Hepburn – Charade vai Regina Lampert - Deborah Kerr – The Chalk Garden vai Miss Madrigal - Edith Evans – The Chalk Garden vai Mrs. St. Maugham - Rita Tushingham – Girl with Green Eyes vai Kate Brady                                                                                 |
| Phim Anh hay nhất Dr. Strangelove – Stanley Kubrick - Becket – Peter Glenville - King and Country – Joseph Losey - The Pumpkin Eater – Jack Clayton | Kịch bản Anh hay nhất The Pumpkin Eater – Harold Pinter - Becket – Edward Anhalt - Dr. Strangelove – Stanley Kubrick, Peter George và Terry Southern - Séance on a Wet Afternoon – Bryan Forbes |
| Chỉ đạo nghệ thuật Anh xuất sắc nhất, Phim đen trắng Dr. Strangelove – Ken Adam - Guns at Batasi – Maurice Carter - King and Country – Richard MacDonald - The Pumpkin Eater – Ted Marshall | Chỉ đạo nghệ thuật Anh xuất sắc nhất, Phim màu Becket – John Bryan - The Chalk Garden – Carmen Dillon - Goldfinger – Ken Adam - Zulu – Ernest Archer |
| Quay phim Anh xuất sắc nhất, Phim màu The Pumpkin Eater – Oswald Morris - Guns at Batasi – Douglas Slocombe - King and Country – Denys Coop - Séance on a Wet Afternoon – Gerry Turpin | Quay phim Anh xuất sắc nhất, Phim màu Becket – Geoffrey Unsworth - The 7th Dawn – Freddie Young - The Chalk Garden – Arthur Ibbetson - Nothing but the Best – Nicolas Roeg - The Yellow Rolls-Royce – Jack Hildyard |
| Thiết kế phục trang xuất sắc nhất, Phim đen trắng The Pumpkin Eater – Motley Theatre Design Group - Of Human Bondage – Beatrice Dawson - Psyche 59 – Julie Harris | Thiết kế phục trang xuất sắc nhất, Phim màu Becket – Margaret Furse - The Long Ships – Anthony Mendleson - Woman of Straw – Beatrice Dawson - The Yellow Rolls-Royce – Anthony Mendleson |
| Diễn viên mới tiềm năng nhất cho vai chính Julie Andrews – Mary Poppins vai Mary Poppins - The Beatles – A Hard Day's Night vào vai chính ban nhạc - Elizabeth Ashley – The Carpetbaggers vai Monica Winthroop - Lynn Redgrave – Girl with Green Eyes vai Baba Brennan | Giải Liên Hợp Quốc Dr. Strangelove - 23 Skidoo - A Distant Trumpet - Lilies of the Field |

## Thống kê
| Số lượng | Phim                      |
| -------- | ------------------------- |
| 7        | Becket                    |
| 7        | Dr. Strangelove           |
| 7        | The Pumpkin Eater         |
| 4        | The Chalk Garden          |
| 4        | King and Country          |
| 4        | Séance on a Wet Afternoon |
| 3        | Guns at Batasi            |
| 2        | 23 Skidoo                 |
| 2        | Charade                   |
| 2        | Girl with Green Eyes      |
| 2        | Lilies of the Field       |
| 2        | The Yellow Rolls-Royce    |

| Giải | Phim              |
| ---- | ----------------- |
| 4    | Dr. Strangelove   |
| 4    | The Pumpkin Eater |
| 3    | Becket            |